# Polsko-Amerykański Komitet Pomocy Dzieciom
Polsko-Amerykański Komitet Pomocy Dzieciom – międzynarodowa organizacja pomocy polskim dzieciom, które padły ofiarą I Wojny Światowej, zainicjowany przez Prezydenta Stanów Zjednoczonych, Herberta Hoovera.

## Warunki powstania Komitetu
Jedną z konsekwencji I wojny światowej były rzesze opuszczonych, bezdomnych i osieroconych dzieci pozbawionych opieki. Pewną próbą zaradzenia tej sytuacji było rozszerzanie działalności opiekuńczych stowarzyszeń i instytucji, a także powstawanie specjalnych komitetów obywatelskich i opiekuńczych w celu organizacji różnych form opieki nad dzieckiem. W listopadzie 1918 r., kiedy II Rzeczpospolita stanęła u progu nowego okresu w swoich dziejach, w pierwszym rzędzie poza regulacjami natury prawnej, konieczne było prowadzenie działalności zapewniającej opiekę społeczną. Dla pierwszego okresu istnienia Rzeczypospolitej znamienne były trudności ekonomiczne i powszechny niedostatek, masowe zjawiska sieroctwa i bezdomności. Postawiło to przed władzami i społeczeństwem dwa zadania zasadnicze: rozwinięcia działalności opiekuńczej nad osieroconymi, bezdomnymi i opuszczonymi dziećmi oraz wypracowania podstaw opieki nad nimi. Do wypełniania zadań opiekuńczych, prowadzono przede wszystkim tzw. działalność ratowniczą – konieczną wobec nader trudnego położenia ludności. Działalność ta była jednak pośpieszna i chaotyczna. Doraźność zaznaczyła się zwłaszcza w okresie organizacji opieki przerwanej przez Wojnę Polsko-bolszewicką 1920 roku. W następnych latach następowało powolne przekształcanie opieki doraźnej, pomocniczej w opiekę społeczną. Pozostałością owego okresu, ciążącą zresztą na opiece społecznej przez kilka kolejnych lat, były: szeroki zakres opieki sprawowanej bezpośrednio przez państwo i tendencja do rozwijania pełnej, tak zwanej zamkniętej opieki, a zaniedbywania otwartej. Opieką otwartą, stosowaną zwłaszcza w odniesieniu do niemowląt i dzieci małych, była taka, która nie wymagała umieszczania ich w zakładach. Punktami opieki otwartej były: pogotowia, stacje opieki, ambulatoria, przychodnie, tanie jadłodajnie. Natomiast placówkami opieki zakładowej – inaczej zamkniętej – były: domy matek i dzieci oraz przytułki, które powinny były otaczać pomocą osoby chore, krzywdzone i zaniedbane.

## Początki działalności
Trudna sytuacja dzieci, szczególnie w zakresie żywienia, spowodowana wojną na wschodzie kraju oraz zaniedbaniami ekonomicznymi, stała się bezpośrednim bodźcem do podjęcia przez Stany Zjednoczone w 1919 r. akcji aprowizacyjnej dla krajów Europy dotkniętych skutkami wojny. Zdając sobie sprawę z cierpień milionów mieszkańców Europy Środkowo-Wschodniej, jeszcze przed zawieszeniem broni, prezydent Thomas Woodrow Wilson i Herbert Hoover powzięli zamiar przyjścia z pomocą innym krajom, w tym również Polsce. Po zawieszeniu broni w 1918 r. prezydent Wilson wydelegował Hoovera do Europy. Celem jego misji było utworzenie Amerykańskiego Wydziału Ratunkowego (AWR). Zadaniem tej organizacji było wysyłanie żywności i produktów pierwszej potrzeby: odzieży, obuwia, lekarstw i środków higienicznych – do wschodniej Europy, aby pomóc tamtejszej ludności. Kredyty były duże; w postaci żywności rozdane zostały milionom ludzi, dlatego wydawało się, że akcja AWR nie wykroczy poza wymiar doraźny i zdoła zaspokoić jedynie najpilniejsze potrzeby w ciągu wiosny i lata 1919 r.. Stan zdrowotny dzieci był jednak tak zły, że postanowiono akcji nie przerywać i prowadzić ją aż do uzyskania odpowiednich warunków egzystencji dla nich. Misja Wydziału Ratunkowego w Warszawie rozpoczęła swą działalność w styczniu 1919 r. Jej zadania polegały przede wszystkim na rozdawnictwie żywności w ciągu roku 1920 i części 1921 za pomocą systemu „przekazów żywnościowych”; na utworzeniu organizacji miejscowej dla rozdawnictwa tzw. „środków ratunkowych”, przekazywanych z Ameryki lub uzyskanych w Polsce, i zarazem na rozdawnictwie produktów pierwszej potrzeby inteligencji, akademikom i profesorom uniwersyteckim. W 1920 r. w czasie inwazji bolszewickiej akcja Amerykańskiego Wydziału Ratunkowego obejmowała też uchodźców z terenów zajmowanych przez Armię Czerwoną. Skupiono się również na utrzymywaniu łączności pomiędzy biurem w Londynie i akcją AWR w Rosji oraz na załatwianiu spraw związanych z przewozem przez Polskę części „środków ratunkowych” przeznaczonych dla Rosji. Zasadniczym celem była jednak akcja dożywiania, a w związku z tym: załatwianie spraw związanych ze sprowadzeniem żywności i innych artykułów na akcję pomocy dzieciom i przekazywanie transportów dla rozdawnictwa, nadzór nad pracą na prowincji za pośrednictwem inspektorów amerykańskich oraz prowadzenie – na zasadzie pokwitowań z poszczególnych miejscowości – dokładnej rachunkowości z całego materiału dostarczonego na akcję ratunkową przez AWR lub rząd polski. Wraz z nadchodzeniem do centrali AWR w Paryżu podobnych raportów stwierdzających katastrofalny stan zdrowia i warunków życia polskiej ludności, a szczególnie dzieci, Hoover wystosował do Misji AWR w Warszawie pismo: „Sprawozdanie od specjalnych instruktorów, jako też informacje z innych źródeł, potwierdzają przypuszczenie, że warunki w Polsce, spowodowane brakiem żywności, są opłakane. Badania wykazują, że w miastach i ośrodkach przemysłowych robotnicy nie mogą zdobyć żywności dla swych dzieci, że śmiertelność wśród dzieci jest tak wielka, iż poruszony tym stanem cały świat cywilizowany pragnie przyjść z czynną pomocą. Straszne warunki znalazły specjalny oddźwięk w narodzie amerykańskim, toteż Amerykański Wydział Ratunkowy stworzył Biuro Pomocy Dzieciom, by pomóc rządowi polskiemu w tej olbrzymiej akcji ratunkowej. Amerykański Wydział Ratunkowy ma nadzieję, że rząd i cały naród polski pomogą mu w tej akcji, gdyż środki materialne dostarczone ze Stanów Zjednoczonych nie wystarczą, by usunąć nędzę. Ze składek amerykańskich oraz z funduszów przeznaczonych przez rząd polski będą zakupione: kakao, cukier, mleko, mąka, ryż, groch i tłuszcze. Te produkty będą sprowadzone do Polski przez AWR i rozdawane biednym dzieciom. Spodziewamy się, że rząd polski bezpłatnie przewozić będzie te produkty koleją z Gdańska lub innych stacji kolejowych do punktów rozdzielczych. Również spodziewam się, że społeczeństwo polskie pomagać nam będzie w dostarczaniu tej żywności dzieciom". Posiłki – w myśl akcji dożywiania – były dostarczane raz na dzień, by uzupełnić do poziomu normy to, co dziecko powinno otrzymywać w domu. Przepisowa porcja, stosowana z niewielkimi zmianami w przeciągu lat 1919-1922, była następująca: mąka – 62 g, fasola – 35 g, ryż – 20 g, mleko – 22 g, tłuszcze – 10 g, cukier – 15 g, kakao – 3 g, łącznie – 167 gramów, tj. 624 kalorie. Była to norma przewidziana dla dzieci w wieku od 3 do 15 lat, chrześcijańskich i żydowskich. Dla niemowląt, którym szczególnie dał się odczuć brak mleka, rozdawane były specjalne porcje dzienne, składające się z 120 g mleka skondensowanego w puszkach. Dopełniano je niewielkimi ilościami ryżu (20 g) i mąki (20 g), co łącznie dawało 160 g. Porcje wydawały stacje dla niemowląt lub zwykłe punkty odżywcze. Koszty porcji w Ameryce, które z początku wynosiły nieco ponad 5 centów, zmniejszyły się z biegiem czasu do około 2 centów w roku 1922. Z ogólnej sumy żywnościowych produktów dla dzieci 2A pochodziło z darów AWR, a A subsydiował rząd polski. Wydział Ratunkowy zakupywał produkty na rynku amerykańskim z kredytów amerykańskich oraz z nabytych na miejscu funduszów rządowych.

## Skład Kadry
Komitet składał się z piętnastu osób, w tym: przedstawiciela Magistratu, trzech członków Wydziału Dobroczynności Publicznej, czterech członków Łódzkiej Miejskiej Rady Opiekuńczej i siedmiu z instytucji dziecięcych. Instruktorów Polskiego Komitetu Pomocy Dzieciom zatwierdziło 2 października Ministerstwo Zdrowia Publicznego. Z początkiem akcji ustalono – za zgodą AWR i Centralnego Komitetu Pomocy Dzieciom – warunki dożywiania, które zakładały, „że żywność dostarczona będzie tylko najbiedniejszym dzieciom w Polsce bez różnicy wyznania i narodowości, i że decydować o tym będzie wyłącznie stan zdrowotny dziecka [...], że każde potrzebujące dziecko i matka karmiąca powinny mieć prawo otrzymania jednej porcji żywności dziennie, i że porcje mają być podawane w formie gorącego posiłku i spożywane przez dziecko lub matkę karmiącą na miejscu w kuchni CKPD.

## Działalność Komitetów
W Łodzi pierwszych przedstawicieli do formowanego Polskiego Komitetu Pomocy Dzieciom wydelegowano 6 maja, a pierwsze posiedzenie amerykańskiego komitetu odbyło się przy ulicy Piotrkowskiej 96 w dniu 7 maja 1926. W lipcu 1919 r. działalność Komitetu w Polsce obejmowała swoim zasięgiem 61 powiatów, sięgając na wschodzie Wilna i Pińska. By stworzyć mocniejsze podstawy dla akcji prowincjonalnej, zakładał w listopadzie swe biura przy istniejących już w kraju oddziałach. 1 lipca rozpoczęła się działalność akcji w Łodzi. Zapoczątkowaną akcję Amerykański Wydział Ratunkowy miał zamiar zakończyć na jesienią roku 1919. Stało się jednak inaczej, a to z powodu odbytej przez Herberta Hoovera podróży po Europie. W sierpniu 1919 r. przybył on do Polski, by zapoznać się z sytuacją bytową ludności i podczas wizyty w Warszawie dokonał przeglądu warunków dzieci w tzw. punktach odżywczych. Odbył również podróż ku wschodniej granicy. „Głos Polski” informował o wizycie H. Hoovera w Krakowie, podczas której powiadomił o utworzeniu najwyższej rady ekonomicznej mającej przeprowadzić zbiórkę zboża w Europie, by rozdać je między potrzebujące kraje i zaznaczył zarazem, iż brak środków transportu powoduje, że sytuacja jest krytyczna. W tym czasie z dożywiania korzystało ponad 0,5 min dzieci. Hoover zadecydował wówczas, iż akcja ratunkowa będzie kontynuowana w ciągu następnej zimy i wiosny. Humanitarny ruch na rzecz ochrony życia i zdrowia dziecka zyskiwał w kraju na sile i wówczas nastąpiła inwazja bolszewicka. Dla Polskiego Komitetu Pomocy Dzieciom w czerwcu 1920 r. zaczął się ciężki okres wojenny. Od czerwca do połowy sierpnia z miast i składnic we wschodnich powiatach Polski ewakuowano zapasy produktów żywnościowych i odzieży dla dzieci; ocalono wtedy 9200 t żywności i odzieży. W niektórych wypadkach akcja dożywiania nie została przerwana, a tam gdzie do tego doszło, zmieniono jej zasady. W listopadzie 1920 r. informowano, że w wyniku przeprowadzonej kampanii na rzecz zabezpieczenia funduszy na akcję, Komitet może powiększyć liczbę dzieci dokarmianych z 500 tys. do 700 tys., a w grudniu – do 900 tys., i przewiduje, iż w lutym rozda posiłki. Po wojnie polsko-bolszewickiej, działalność Komitetu przewidywała dokarmianie blisko 500 tys. dzieci, czemu też miało służyć wysyłanie inspektorów do uruchomienia aparatu pomocy. Do Warszawy po dwumiesięcznej nieobecności powrócił dyrektor PAKPD Maurice Pate. Dla Łodzi dobrą wiadomością było zwiększenie, decyzją Komitetu, liczby posiłków z 11 tys. do 15 tys. dziennie, z zapowiedzią podniesienia do dwudziestu kilku tysięcy. Rok 1921 miastom polskim, w tym Łodzi, przyniósł nową pomoc przekazaną za pośrednictwem Amerykańskiego Wydziału Ratunkowego. Dzięki temu w styczniu Łódź miała otrzymać 40 t żywności dla dzieci. 18 stycznia 1921 r. Maurice Pate wskazał na konieczność kontynuacji akcji dokarmiania 1100 tys. dzieci do lata 1921 r. Jednocześnie Hoover zawiadomił, iż rozpoczęta w Ameryce zbiórka funduszów na żywność dla biednych dzieci rysuje się bardzo pomyślnie. Z sumy 33 mln dolarów, które miały być zebrane, na początku stycznia było już 10 mln. Celem powstałego przy PAKPD Wydziału Ubezpieczeniowego było zasilenie funduszów instytucji. Składał się on z reprezentantów większych towarzystw ubezpieczeniowych, które dzięki rozgałęzionym stosunkom Komitetu mogły rozwijać swoją działalność. Drogą ubezpieczenia miały przyjść Komitetowi z pomocą urzędy państwowe mające składy i magazyny, co znacznie ułatwiłoby prowadzenie akcji. W Łodzi na początku stycznia 1921 r. dożywia no 13 500 dzieci dziennie i planowano zwiększenie ilości wydawanych obiadów o dalsze 23 tys. W lutym powiększyła się też liczba kuchni z 14 do 2064, ale wzrosła też cena porcji żywności wydawanej przez Komitet – z 60 fenigów do 1 marki. Rzeczywisty koszt porcji wynosił 25 marek polskich, a symboliczna marka przeznaczona była na pokrycie kosztów administracyjnych, utrzymanie kuchni i przygotowanie obiadów.

## Podsumowanie działalności Komitetów
Akcja pomocy objęła niestety jedynie 30% dzieci jej potrzebujących (do końca 1921 r.). Przy ogromnych problemach związanych z odbudową państwa tak szeroko zakrojona akcja nie byłaby możliwa bez pomocy amerykańskiej.
Działalność Komitetu nie była jedyną zagraniczną pomocą dzieloną dzieciom i że nie on jeden z zagranicznych instytucji uczestniczył w tzw. akcji ratowniczej. Prowadzona przez AWR i PAKPD akcja miała bardzo duży zasięg organizacyjny, lecz obok niej na obszarze państwa polskiego działały także inne organizacje zagraniczne i polskie. Dzieciom polskim pomocy udzielały również Brytyjski Komitet Pomocy, Amerykański Czerwony Krzyż, Polski Czerwony Krzyż czy Liga Narodów. Podsumowując działalność instytucji ratunkowych prowadzoną w latach 1919-1922 w Polsce, warto przytoczyć opinię na ten temat wyrażoną przez Marcelego Gromskiego, który w 1932 r. pisał: „Z chwilą ustania zawieruchy wojennej wkroczyła niepodległa Polska na drogę systematycznego, a pracowitego odbudowywania niszczonej przez długie lata przez najeźdźców swej potęgi państwowej. Amerykańskim, rzec można, wysiłkiem z gruzów powstaje nowy, wielki gmach naszego Państwa”.